# مجلس ایالتی براندنبورگ
مجلس ایالتی براندنبورگ که به آلمانی لندتاگ براندنبورگ (به آلمانی: Landtag Brandenburg) نامیده می‌شود، مجلس قانونگذاری با نظام تک مجلسی در ایالت براندنبورگ در کشور آلمان است. ۸۸ نماینده پارلمان آن هر ۵ سال یکبار انتخاب می‌شوند.
مسئولیت تصمیم‌گیری در مورد قوانین ایالتی، کنترل دولت ایالتی و اداره امور عمومی، تصمیم‌گیری در مورد بودجه و انتخاب هیئت رئیسه، قضات قانون اساسی ایالتی، اعضای دادگاه حسابرسی ایالتی و تعیین رئیس‌الوزرای ایالت بر عهده این مجلس است.
هفتمین دوره انتخابات مجلس ایالتی براندنبورگ در ۱ سپتامبر ۲۰۱۹ برگزار شد. شش حزب سیاسی موفق به کسب نمایندگی در این مجلس شدند. حزب سوسیال دموکرات آلمان با ۲۵ کرسی بزرگترین حزب در مجلس شد، پس از آن آلترناتیو برای آلمان با ۲۳ کرسی، اتحادیه دموکرات مسیحی با ۱۵ کرسی، سبزها و حزب چپ هر کدام با ۱۰ کرسی و در نهایت حزب رای‌دهندگان آزاد با کسب ۵ کرسی وارد مجلس ایالتی براندنبورگ شدند.
انتخابات اولین دوره مجلس ایالتی براندنبورگ در سال ۱۹۴۶ در منطقه تحت اشغال شوروی برگزار شد. ترکیب مجلس دوم قبل از انتخابات ۱۹۵۰ مشخص شد. این مجلس تنها تا سال ۱۹۵۲ به کار خود ادامه داد. مجلس با ساختار قانونگذاری فعالی، از زمان تشکیل ایالت براندنبورگ پس از اتحاد مجدد آلمان تاکنون به فعالیت مشغول است. از زمان انتخابات ۱۹۹۰، حزب سوسیال دموکرات آلمان بزرگترین حزب در این مجلس است و از آن زمان در تمام دولت‌های ایالتی شرکت کرده‌است و همه روسای جمهور وزرای ایالت تا به امروز از این حزب هستند هستند. دیتمار وویدکه از ۲۸ اوت ۲۰۱۳ رئیس‌الوزرای این ایالت است.

## تاریخ
مجلس ایالتی براندنبورگ در سال ۱۹۴۶ تأسیس شد و در سال ۱۹۵۲ منحل شد. بعد از اتحاد آلمان در سال ۱۹۹۰ این مجلس مجدداً احیا شد. ساختمان بازسازی شده کاخ شهر پوتسدام از اوایل سال ۲۰۱۴ مقر مجلس ایالتی براندنبورگ است. مکان سابق مجلس، ساختمان مدرسه نظامی در براوهاوسبرگ در پوتسدام بود که در سال ۱۹۰۲ تأسیس شده بود.

## انتخابات
انتخابات مجلس ایالتی براندنبورگ دارای یک سیستم ترکیبی است که بر طبق آن ۴۴ نماینده به نمایندگی از ۴۴ حوزه انتخاباتی با رای‌های اول وارد مجلس می‌شوند و ۴۴ کرسی نیز توسط نمایندگان در فهرست حزبی اشغال می‌شوند. هر شهروند آلمانی که حداقل یک ماه قبل از انتخابات در ایالت براندنبورگ اقامت داشته باشد، حق رای دارد.
هر شخص واجد شرایط رای دادن، می‌تواند دو رای بدهد: رای نخست برای نماینده منفرد حوزه انتخاباتی خود و دیگری رای به یک لیست حزبی. هر حزب سیاسی که حداقل ۵ درصد آرای کل ایالتی را کسب کند می‌تواند نمایندگان خود را وارد مجلس ایالتی کند.
کاندیداهای نمایندگی در مجلس باید بالای ۱۸ سال سن داشته باشند، شهروند آلمان باشند و ۳ ماه در ایالت براندنبورگ زندگی کرده باشند.
انتخابات هر پنج سال یکبار در یک روز یکشنبه یا تعطیل رسمی بین ماه ۵۷ تا ۶۰ام پس از شروع دوره قبلی قانونگذاری برگزار می‌شود.
آخرین انتخابات در ۱ سپتامبر ۲۰۱۹ برگزار شد و انتخابات بعدی در سال ۲۰۲۴ برگزار خواهد شد. با این حال، این مجلس ممکن است زودتر از موعد قانونی با رای اکثریت دو سوم آرای نمایندگان آن منحل شود، اگر این اتفاق بیفتد انتخابات جدید باید ظرف ۷۰ روز بعد از انحلال مجلس برگزار شود.

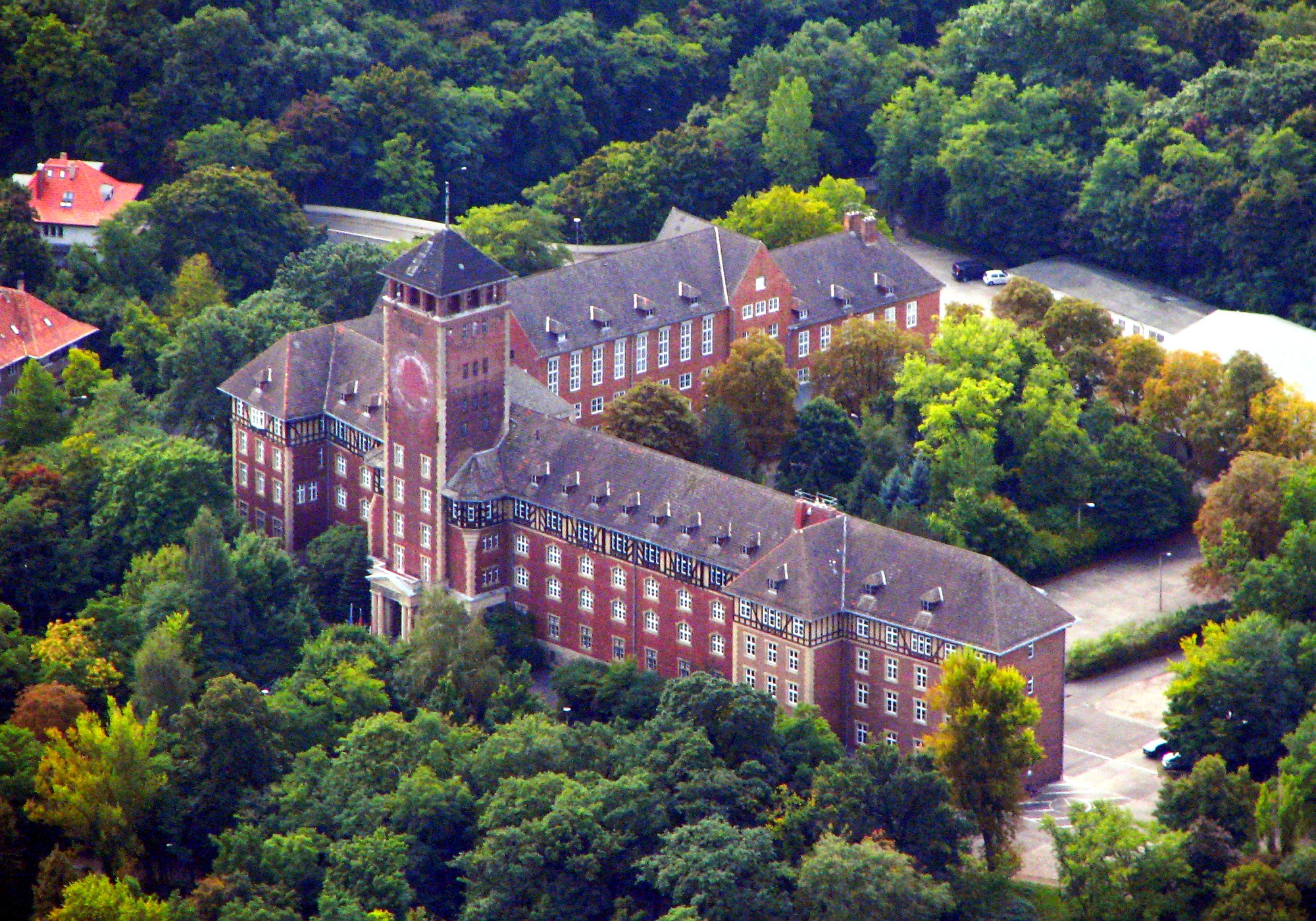
مقر مجلس ایالتی براندنبورگ از سال ۱۹۹۱ تا ۲۰۱۳، مدرسه نظامی سلطنتی پروس سابق در پوتسدام

## ترکیب فعلی
نتایج انتخابات مجلس ایالتی براندنبورگ در سال ۲۰۱۹ به شرح زیر بود:

## رؤسای مجلس ایالتی براندنبورگ
| نام                | عادت زنانه                  | مهمانی - جشن |
| ------------------ | --------------------------- | ------------ |
| فردریش ابرت جونیور | ۲۲ نوامبر ۱۹۴۶–۱۹۴۹         | SED          |
| اتو مایر           | فوریه ۱۹۴۹–۱۹۵۲             | SED          |
| هربرت کنوبلیش      | ۲۶ اکتبر ۱۹۹۰–۱۳ اکتبر ۲۰۰۴ | SPD          |
| گونتر فریش         | ۱۳ اکتبر ۲۰۰۴ – ۲۰۱۴        | SPD          |
| بریتا اشتارک       | ۸ اکتبر ۲۰۱۴–۲۰۱۹           | SPD          |
| اولریکه لیکه       | ۲۵ سپتامبر ۲۰۱۹ - اکنون     | SPD          |